# Туркменистан на Светском првенству у атлетици у дворани 2008.
Туркменистан је учествовао на 12. Светском првенству 2008. одржаном у Валенсији од 7. до 9. марта.
То је било седмо светско првенство у дворани на којем је Туркменистан учествовао. Репрезентацију је представљала једна атлетичарка који се такмичила у трци на 60 метара.
Такмичарка Туркменистана није освојила ниједну медаљу, а поправила је национални рекорд.

## Учесници
Жене:
- Валентина Назарова — 60 метара

### Жене
| Атлетичарка        | Дисциплина | Лични рекорд | Квалификације | Квалификације | Полуфинале             | Полуфинале             | Финале                 | Финале       | Детаљи |
| Атлетичарка        | Дисциплина | Лични рекорд | Резултат      | Место         | Резултат               | Место                  | Резултат               | Место        | Детаљи |
| ------------------ | ---------- | ------------ | ------------- | ------------- | ---------------------- | ---------------------- | ---------------------- | ------------ | ------ |
| Валентина Назарова | 60 м       | 7,78         | 7,72 НРд      | 7. у гр. 2    | Није се квалификовалао | Није се квалификовалао | Није се квалификовалао | 24 / 28 (29) |        |